# Joseph Carl Reventlow-Criminil
Joseph Carl greve (von) Reventlow-Criminil (9. februar 1797 i Hamborg – 17. juni 1850 på Emkendorf Gods) var en holstensk godsejer og kancellipræsident, bror til Heinrich Anna Reventlow-Criminil.

## Baggrund
Faderen, François Valentin marquis le Merchier de Criminil, godsejer i Artois, oberst i den franske hær og staldmester hos grevinden af Provence (den senere franske konge Ludvig XVIII's gemalinde), emigrerede 1791 og bosatte sig i nærheden af Hamborg, hvor han 1796 ægtede Caroline komtesse von Schimmelmann fra Ahrensburg. Deres ældste søn, Joseph Carl, fødtes 9. februar 1797 og kom allerede 1808 tillige med sin yngre broder, Heinrich Anna, på grund af faderens vedvarende svagelighed (han døde 12. februar 1823) til Emkendorf, hvor de begge antoges i sønners sted og senere formelig adopteredes af grev Friedrich Karl von Reventlow og Friederike Juliane komtesse von Schimmelmann, deres bedstefaders søster. Ved patent af 20. september 1815 optoges begge brødrene i den danske grevestand under navnet Reventlow-Criminil. På Emkendorf, som i de år var et samlingssted for mange ved ånd og kundskaber fremragende mænd, nød brødrene en udmærket opdragelse. Fra 1815 studerede de begge retsvidenskab i Göttingen, senere i Kiel, og efter at have taget embedseksamen ved Overretten i Glückstadt foretog grev Joseph en længere rejse til Frankrig og Italien, på hvilken han 1820 ægtede enken efter den 12. september 1818 afdøde baron Friedrich von Blome til Salzau, Charlotte Juliane f. rigsgrevinde von Platen zu Hallermund (8. september 1778 – 19. november 1857). I nogle år var han nu auskultant ved Overretten i Slesvig by, blev 1826 hofjægermester og 11. november 1829 amtmand over Rendsborg Amt; året i forvejen havde han arvet det nærliggende Emkendorf. 1834 blev han kammerherre, 1842 Kommandør af Dannebrog.

## Undergravende politisk virksomhed
Da grev Otto Moltke kort efter prinsen af Nørs udnævnelse til statholder i Slesvig og Holsten af misfornøjelse dermed nedlagde posten som præsident for Det slesvig-holsten-lauenborgske Kancelli, blev Reventlow-Criminil, der allerede som amtmand havde nydt Christian VIII's særlige fortrolighed, 4. april 1842 hans eftermand på prinsen af Nørs forslag og 28. juni samme år Storkors af Dannebrog. Han havde ved sin ivrige deltagelse i de 3 foregående stændersamlinger som godsejervalgt medlem og vicepræsident lagt en ikke ringe dygtighed og et sundt blik for tidens krav for dagen. I stænderne udtalte han sig bl.a. for regeringskollegiernes afløsning med ministre, for større hurtighed i rettergang og forvaltning, for selvstændighed i den kommunale styrelse, for indførelse af fredsdommere, for embedsmændenes faste gagering, reformer, der alle mere eller mindre lå i kongens planer. Det var derfor ret naturligt, at han, der 1841 havde fået "virilstemme" i de holstenske stænder, ved disses sammentræden i 1842 (7. juli) blev kongelig kommissarius. Denne stændersamling i Itzehoe forløb forholdsvis roligt, men Reventlow-Criminil røbede allerede dengang sit slesvig-holstenske sindelag ved at søge at overtale Christian VIII til at samtykke i de slesvigske og de holstenske stænders forening og til at oprette et militærakademi i Rendsborg, hvorpå kongen dog ikke ville gå ind af frygt for at få to slags officerer, tyske og danske. Også i de slesvigske stænder, som sammentrådte 12. oktober 1842, blev Reventlow-Criminil kgl. kommissarius. Få dage efter forberedte han kongen på, at der i stænderne ville fremkomme forslag om Slesvigs optagelse i Det tyske Forbund, og uagtet kongen indtrængende anmodede ham om at forhindre det, kom forslaget dog frem, hemmeligt og uden kongens vidende støttet af hertugen af Augustenborg og prinsen af Nør.
Hvad enten nu Reventlow-Criminil i smug holdt til med de slesvig-holstenske ledere i stænderne, eller han ingen virkelig magt havde over dem, blev deres optræden mere og mere udæskende. Og da deres dansk-fjendtlige forslag kulminerede i andragendet om at stryge ordene "dansk Ejendom" på slesvigske fartøjer, var det, at Peter Hiort Lorenzen talte dansk i mødet 12. november 1842. Reventlow-Criminil gjorde intet for at beskytte Lorenzen hverken imod den vold, stænderne øvede mod det danske sprog, eller mod den personlige overlast, hvormed man truede ham, men rådede privat kongen til at desavouere Lorenzen. Dette lykkedes ham ved broderens, udenrigsministerens, hjælp kun til dels, og Christian VIII fik allerede dengang en formodning om, at Reventlow-Criminils troskab var af tvivlsom beskaffenhed. Da han således i det svar, han efter kongens befaling gav stænderne på deres adresse, og hvori kongen ville have hævdet "Slesvigs Selvstændighed under den danske Krone", egenmægtig udelod ordene "under den danske Krone", pådrog han sig en alvorlig irettesættelse af kongen. Få måneder efter var han atter nær ved at falde i unåde. I et statsråd havde kongen ytret betænkeligheder ved at tiltræde den af Reventlow-Criminil som kancellipræsident tilrådede oprettelse af en filial af den tyske Gustav-Adolf-forening i Slesvig, fordi sådant kunne opfattes som en anerkendelse – fra regeringens side af, at Slesvig var en del af Tyskland. Reventlow-Criminil følte sig dybt krænket over kongens mistanke og forlangte 3. april 1843 sin afsked, fordi han troede at have mistet kongens tillid, men kongen befalede ham at blive.

## Præsident og forræderi
I 1844 var Reventlow-Criminil atter kgl. kommissarius både i Itzehoe og i Slesvig stænder, men heller ikke i dette år evnede han at standse slesvig-holstenerne i deres statsopløsende færd – eller ville måske ikke. Da Christian VIII 8. juli 1846 havde udstedt det åbne brev om arvefølgen, indså Reventlow-Criminil, at det var ude med hans magt og indflydelse og skrev 17. august fra Itzehoe, hvor stænderne, i hvilke han for tredje gang havde været kgl. kommissarius, lige var sluttede, til kongen, at han bad sig fritaget for at blive kgl. kommissarius ved stænderne i Slesvig, og indgav tillige sin demission som kancellipræsident, idet han ingen indflydelse besad mere i landet, hvorfor hans tjeneste var overflødig, ligesom han indså, at der nu ville udkræves en række forholdsregler, hvilke han ikke ville kunne bifalde. Kongen gjorde forsøg på at formå ham til at blive, men da han gentog sin demission, modtog kongen den og udnævnte ham til overpræsident i Altona. Ved oprørets udbrud i 1848 anerkendte han den provisoriske regering og modtog fra altanen på rådhuset i Altona de indrykkende preussiske tropper med en velkomsttale, men havde dog intet imod, at hans eneste søn, grev Carl Adelbert Felix Reventlow-Criminil (1821-1908), dengang attaché ved gesandtskabet i London (senere hannoveransk diplomat), forblev i dansk tjeneste. Indtil sin død, som indtraf pludselig 17. juni 1850 på Emkendorf, holdt han sig helt tilbage fra det offentlige liv.